# Sigurjón’s Friends
A Sigurjón’s Friends, más néven Sjonni’s Friends egy izlandi együttes, akik Izlandot képviselték a 2011-es Eurovíziós Dalfesztiválon Düsseldorfban.
2011. január 17-én, Sigurjón Brink halála után, a gyászoló család úgy döntött, hogy Sigurjón dalát, a Hazatérést (Aftur heim) a barátai fogják előadni az izlandi Eurovíziós nemzeti döntőn, majd a Ríkisútvarpið közszolgálati televízió 2011. február 12-én rendezett nemzeti döntő fináléjában győzni tudtak.
Gunnar Ólason – a csapat egyik tagja – már korábban egyszer részt vett a Dalversenyen, 2001-ben, ahol a Two Tricky színeiben lépett színpadra Kristján Gíslasonnal. Az általuk előadott dal címe "Angel" volt, amivel a huszonhárom fős mezőnyben huszonharmadikak lettek 3 ponttal.

## Fordítás
- Ez a szócikk részben vagy egészben  a   Sigurjón's Friends című angol Wikipédia-szócikk fordításán alapul.  Az eredeti cikk szerkesztőit annak laptörténete sorolja fel. Ez a jelzés csupán a megfogalmazás eredetét és a szerzői jogokat jelzi, nem szolgál a cikkben szereplő információk forrásmegjelöléseként.